# Bolborhachium richardsae
Bolborhachium richardsae là một loài bọ cánh cứng trong họ Geotrupidae. Loài này được miêu tả khoa học năm 1890 bởi Blackburn.